# Волинець Ананій Гаврилович
Ана́ній Гаври́лович Волине́ць (*1894—†1941) — український військовий, один з керівників протибільшовицького збройного опору на Гайсинщині, командир 61-го і 13-го полків Армії УНР, командир Гайсинсько-Брацлавської бригади.

## До революції
Народився він 1 жовтня 1894 р. в багатодітній селянській родині в селі Карбівка нинішнього Гайсинського району Вінницької області. Окрім Ананія, в Гаврила Волинця, селянина середніх статків, було ще 3 синів та 4 дочок. Найстарший син помер ще до 1917 р. Інший син, Ілько (1887 року народження), був незаконно репресований у жовтні 1930 р. Ще один син Гаврила, Олексій, за участь у повстанському русі був розстріляний ЧК в 1921 р. Одна із сестер Ананія Волинця, Ганна (1897 р. н.), була дружиною повстанського командира Гиви-Плахотнюка. 8 вересня 1937 р. вона була заарештована і засуджена на 8 років таборів.
Про життя Ананія Волинця за період до 1917 р. відомо, що навчався він у місцевій церковно-парафіяльній школі, однокласній міністерській народній школі в Кисляку, а також у двокласній у Гайсині (закінчив її навесні 1908 р.). Після цього майже 3 роки заробляв на життя важкою працею в домашньому господарстві, деякий час був також помічником діловода Гайсинського лісництва. Восени 1913 р. вступає до Верхньодніпровського середнього сільськогосподарського училища, де зарекомендував себе здібним учнем (одним із перших за успішністю) та свідомим українцем (був співредактором нелегального шкільного журналу «Наше життя»).

## Після революції

### Есер
Після падіння царського самодержавства Ананій Волинець повертається додому і одразу ж з головою поринає в тогочасне бурхливе суспільно-політичне життя: вступає до партії українських есерів, а також входить до складу гайсинського революційного комітету (виконує обов'язки секретаря). В серпні 1917 р. влада у Гайсинському повіті фактично переходить до рук есерів і Волинець стає заступником повітового комісара Тимчасового уряду, а також очолює повітову міліцію. Усі свої сили на згаданих посадах Волинець віддавав забезпеченню законності та порядку на території краю. Так, коли у жовтні 1917 р. в Гайсині збунтувалися хворі солдати-венерики і почали чинити єврейські погроми, то лише енергійне втручання Волинця допомогло зупинити грабежі та насильства.

### Отаман
Волинець відгукується на заклик Центральної Ради про організацію загонів Вільного козацтва. Завдяки його зусиллям, до лав повітового козацтва записується майже 5 тисяч осіб, які надійно стояли на шляху численних грабіжників та мародерів.
В березні 1918 р. Волинець опиняється у Києві, куди він прибув для лікування гострого запалення легень. Після одужання, за мандатом Центральної Ради, здійснює інспекцію органів місцевої влади у Київській та Подільській губерніях. На Черкащині його застає гетьманський
переворот, через який він був змушений повернутися додому. В листопаді 1918 р., Волинець, отримавши наказ із Києва, виступає проти місцевої гетьманської адміністрації. В селі Рахнівка із місцевих селян він формує загін у 250 осіб, при 4-х ккулеметах, з якими без бою захоплює Гайсин. Солдати 10 Липовецького піхотного полку, що знаходились у місті, майже повним складом перейшли на бік повстанців. Таким чином, у розпорядженні Волинця опинились значні військові сили у складі 3-х куренів, загону кінноти у 200 шабель, з важкого озброєння — 30 станкових кулемети та 1 гармата. Дізнавшись від помічника Гайсинського повітового комісара Л.Грановського про успіх Волинця, Головний Отаман Симон Петлюра своєю телеграмою призначає його командиром місцевих повстанців.

### Офіцер УНР
Невдовзі Гайсинський курінь Національної гвардії (з 3 січня 1919 р. — Окремий Гайсинський курінь ім. отамана Симона Петлюри) підпорядковується 2-му Подільському корпусу генерала П. Ярошевича . Із загону Волинця у Вінниці 25 січня 1919 р. було сформовано 61-й Гайсинський полк (саме в цьому підрозділі служив Гальчевський), а молодому отаману присвоєно звання підполковника.
Перше бойове хрещення полк Ананія Волинця дістав, придушуючи більшовицькі виступи в Літинсько-Летичівсько-Меджибізькому районі, після чого був перекинутий під Рівне у розпорядження отамана Оскілка (лютий 1919 р.). В районі Костополя та Сарнів 19 дивізія Добрянського, до складу якої входив і полк Волинця, вела запеклі бої із червоними, які, зрештою, були відкинуті за Прип'ять (березень 1919 р.). Однак у квітні червоні прорвали фронт, і Волинець із своїм загоном відступає на південь, знищуючи по дорозі червоноармійські загони, склади та комунікації.
Невдовзі в районі містечка Ситківці загін Волинця об'єднується із загонами галичанина Голуба та підполковника Лисогора. На базі цих загонів було створено Гайсинсько-Брацлавську бригаду, яка звільнює від червоних Брацлав та Немирів (через деякий час вона розпадається).
11 травня 1919 р. бійці Волинця повели наступ на Гайсин, який із великим завзяттям обороняли більшовики. В ході бою загинули більшовицькі керівники — секретар партосередку та голова місцевого ЧК Вдовиченко, а також військовий комісар Міхейкін. Далі в ході боїв було звільнено Ладижин, Теплик, Гранів, Дашів, Китайгород, Хмільник та інші міста.
У відповідь червоне командування знімає з фронту і кидає проти повстанців 7-й піхотний полк. Відступивши з міста, Волинець заманює противника в ліси на північний захід від Гайсина і майже повністю винищує. На короткий час у Гайсині та повіті знову встановлюється українська влада. Однак червоні невдовзі відновлюють сили і відбивають Гайсин (всього лише з початку травня до середини липня 1919 р. місто 8 разів переходило до рук повстанців). На допомогу 7-му піхотному полку червоних приходить Таращанська бригада (2000 шабель та 800 багнетів). Розуміючи, що з такою силою йому не впоратися, Волинець розпускає хлопців по домівках, а сам із невеликим загоном приймає нерівний бій у селі Кисляк, оточеному звідусіль червоними. З 60 бійців на чолі з отаманом, які кинулись у прорив ворожого кільця, в живих залишилося лише троє козаків. З двома із них отаман заховався у лісі. Вибратися ж з нього вдалося лише завдяки коневі, попустивши повід.
Не спіймавши отамана, червоні вимістили лють на мирних мешканцях, зібравши з них величезну продовольчу контрибуцію. Та до червоного Пітера вантаж не дійшов: вночі на станцію Гайворон, коли замінювали паровоз, зненацька налетів Волинець і захопив увесь ешелон. Після цього він знову захоплює Гайсин і встановлює в ньому українську владу (на цей час таращанці вже пішли на схід). 16 червня 1919 р. у Гайсині скликається повітовий селянський з'їзд, який обирає владні органи — повітову раду (70 чоловік). Виконком ради очолює двоюрідний брат Волинця есер Іван Миколайчук.

## Еміграція
Після поразки у визвольних змаганнях Ананій Волинець разом із вагітною дружиною Ольгою (Оляною) (1897 р.н.,) поселяється в селі Щаснівка, що біля Тарнова, заробляючи на прожиття важкою працею в заможних господарів, а також лікуючи місцевих селян. Згодом, після багатомісячного перебування у Рівненській в'язниці (1922 рік), куди потрапив за підозрою у антидержавній діяльності, багато працює, щоб утримати сім'ю. Активно займається суспільно-політичним життям (вступає до лав Української народної партії (1923—1928), працює в редакції щотижневика «Дзвін», підтримує зв'язки з багатьма визначними діячами української
еміграції (зокрема, з поетом Володимиром Самійленком), входить до складу правління Волинського Українського об'єднання (1931—1939) та культурно-просвітнього товариства «Українська школа» (1938—1939)).
В 1933 р. у Рівному Волинець познайомився із Тарасом Бульбою-Боровцем. Останній дуже високо цінив свого нового знайомого:
| “Волинець був нашим симпатиком та дуже добрим моїм дорадником у багатьох справах. Він знав про всі плани та дії нашої організації і був дуже поважним співавтором тих чи інших її намірів. Це була високоінтелігентна та далекозора людина, гнучкий тактик. Я дуже багато від нього навчився у галузі воєнно-політичної тактики ( бачити те, чого не видно)”. |

## Ув'язнення і страта
Після приходу Рад на Західну Україну вже 2 жовтня 1939 р. А. Волинець був заарештований енкаведистами, однак, не знайшовши нічого підозрілого, вони були змушені його відпустити. Проте завдяки доносу громадянина С. В. Пекаря, А.Волинця було заарештовано вдруге 20 січня 1940 р. На суді Ананій Волинець тримається мужньо й безстрашно. Помилування не просив і виступив з ґрунтовними звинуваченнями більшовизму. Закінчив словами про віру в звільнення України від сталіністів.
Полковника армії УНР Ананія Волинця розстріляли 14 травня 1941 року.

## У художній літературі
- дійова особа в історичному романі про чекістів радянського письменника Костянтина Басенка «На крутозламі» (1970)
- художньо-документальна повість Вадима Вітковського «Ранок повсталого Поділля»(1988)

## Вшанування пам'яті
У місті Гайсин є вулиця Ананія Волинця.